# Klaretinci

Klaretinci (lat. Congregatio Missionariorum Filiorum Immaculati Cordis Beatae Mariae Virginis), uradno Kongregacija sinov Marijinega brezmadežnega srca, kratica (CMF), so pripadniki verskega reda, ki ga je leta 1849 ustanovil Anton Maria Claret, papež pa potrdil leta 1870. 
Sedež kongregacije je v Rimu, cilj pa misijonsko delovanje po vsem svetu, kongregacija se ukvarja tudi z vzgojo mladine. Na čelu kongregacije je general superior. Klaretinci delujejo v 54 državah, leta 1996 so imeli okoli 3000 članov. V Sloveniji delujejo v Bočni, Novi Štifti in Ljubljani (od 1977).
Žensko vejo kongregacije klaretincev (klaretinke) sta leta 1885 na Kubi ustanovila A.M. Claret in M.A. Paris. Klaretinke se prav tako posvečajo vzgoji mladine, njihov sedež je v Barceloni. Leta 1996 so imele okoli 550 članic. 